# Tinka och själens spegel
Tinka och själens spegel (danska: Tinka og Sjælens Spejl) är en julkalender i TV 2 Danmark, som visades i december 2022, och är en efterträdare till julkalendern Tinka och kungaspelet från 2019 och den tredje och sista i serien om halvnissen Tinka och hennes människovän Lasse. Serien har Josephine Chavarria Højbjerg i huvudrollen som Tinka, som i de två tidigare serier, samt i den nya rollen som Tinkas enäggstvilling, Flora. I rollen som Lasse ses än en gång Albert Rosin Harson.
Serien kommer visas i Sverige under december 2023 på TV4.

## Handling
Serien handlar om Tinka och Lasses sökan efter en hemlig syster eller bror till Tinka, som hennes pappa en gång fick i människovärlden.

## Medverkande
| Roll                     | Skådespelare                 |
| ------------------------ | ---------------------------- |
| Tinka / Flora            | Josephine Chavarria Højbjerg |
| Lasse                    | Albert Rosin Harson          |
| Astrid                   | Rosita Nellie Holse Gjurup   |
| Nille - Tinkas fostermor | Neel Rønholt                 |
| Maja - farmor            | Birthe Neumann               |
| Mikkel                   | Martin Bo Lindsten           |
| Ingi                     | Ellen Hillingsø              |
| Skir                     | Hadi Ka-Koush                |
| Fileas                   | Christian Tafdrup            |
| Grot                     | Esben Dalgaard Andersen      |
| Björk                    | Jakob Femerling              |
| Falkar                   | Viilbjørk Malling Agger      |
| Atari Allan              | Ari Alexander                |
| Juliane                  | Anna Haarup Munch            |
| Tomtetecknaren           | Henrik Koefoed               |
| Berättare                | Kasper Leisner               |

## Lista över avsnitt
| Nr | Titel                      |
| -- | -------------------------- |
| 1  | Førstenissen               |
| 2  | Den halve                  |
| 3  | Rullernes hemmelighed      |
| 4  | På sporet                  |
| 5  | Flora                      |
| 6  | Kollegiet                  |
| 7  | Bytte bytte købmand        |
| 8  | På udebane                 |
| 9  | Taberfrøen                 |
| 10 | Årsmøde                    |
| 11 | Det sorte spejl            |
| 12 | Nisserne holder fridag     |
| 13 | Lys i mørket               |
| 14 | En ny vej                  |
| 15 | Udenfor kortet             |
| 16 | Troldenes lejr             |
| 17 | Helvardskoven              |
| 18 | Den uovervindelige samling |
| 19 | En nisse er ingen nisse    |
| 20 | Springet                   |
| 21 | Kongsby                    |
| 22 | Vejen hjem                 |
| 23 | Den måneløse nat           |
| 24 | Menneskets tid             |